# Лес (фильм, 1980)
«Лес» — советский художественный фильм, поставленный на Киностудии «Ленфильм» в 1980 году режиссёром Владимиром Мотылём по мотивам одноимённой пьесы А. Н. Островского.
Премьера фильма в СССР состоялась 30 ноября 1986 года.

## Сюжет
Сюжет разворачивается в глубокой провинции, где доживает свой век известная в своё время красавица, а ныне просто госпожа Гурмыжская. Скуки ради она решает завести роман с недоучившимся в гимназии молодым человеком, сыном старой подруги, приехавшим к ней погостить. На её заигрывания молодой человек охотно отзывается.

## В ролях
- Людмила Целиковская — Раиса Павловна Гурмыжская
- Борис Плотников — Геннадий Демьянович Несчастливцев (роль озвучил — Юрий Демич)
- Вячеслав Кириличев — Счастливцев
- Станислав Садальский — Алексей Сергеевич Буланов, гимназист
- Елена Борзова — Аксюша, племянница
- Александр Соловьёв — Пётр
- Михаил Пуговкин — Восьмибратов
- Кира Крейлис-Петрова — Улита, служанка Гурмыжской
- Виктор Цепаев — Карп (роль озвучил — Игорь Ефимов)

## Съёмочная группа
- Постановка и сценарий — Владимира Мотыля
- Оператор-постановщик — Владимир Ильин
- Художник-постановщик — Валерий Кострин
- Композитор — Александр Журбин

## Производство
Фильм был снят в подмосковной усадьбе Никольское-Прозоровское по отечественной широкоформатной системе на киноплёнку 70-мм. В прокат лента могла выйти и быть показана лишь в нескольких оснащённых специальными проекторами кинотеатрах. Этим режиссёр В. Мотыль объяснял то, что фильм так и остался «лежать» на полке, мало демонстрировался и фактически «не дошёл до зрителя».

## Цензура
Как утверждают «Вести» канала «Россия», «фильм Мотыля „Лес“, снятый по мотивам пьесы А. Н. Островского, был запрещён к показу, а режиссёр снова изгнан из киноиндустрии». По мнению корреспондента «Комсомольской правды», решение властей «положить фильм на полку» было связано с тем, что образы главных героев здорово «напоминали нравы правящей советской элиты». К показу фильм был разрешён лишь в 1988 году, в Перестройку.